# Marcipalina ruptisignoides
Marcipalina ruptisignoides là một loài bướm đêm trong họ Erebidae.